# Vicente Lomando Rao
Vicente Lomando Rao, conhecido como Vicente Rao (Porto Alegre, 4 de abril de 1908 - setembro de 1973), foi um esportista e carnavalesco brasileiro.

## Infância
Filho do calabrês Michelangelo Rao, aos 6 anos viajou com a família para a Itália e só pôde retornar ao Brasil (e a Porto Alegre) após o final da Primeira Guerra Mundial, em 1918. Aos 11 anos matriculou-se no Ginásio Nacional (hoje Colégio Anchieta), onde teve que reaprender a falar português.

## Formação
Trabalhou como aprendiz numa relojoaria, tornou-se sargento do Exército e acabou fazendo carreira como bancário, no Banco Nacional do Comércio. Sua atividade como carnavalesco começou em 1931, quando criou o bloco Banda Filarmônica do Faxinal.
No mesmo ano, entrou de sócio do Sport Club Internacional e passou a jogar futebol no seu time principal, chegando a marcar um gol de cabeça, numa partida contra o São Paulo de Rio Grande em que o Inter ganhou por 4 a 1. No entanto, magro e com pouca resistência física, Vicente Rao logo foi dispensado do clube e abandonou a carreira de futebolista. Em 1936, no dia em que comemorou 28 anos, decidiu parar de beber e fumar, decisão que cumpriu pelo resto de sua vida.

## Chefe de torcida
Em 1940, criou o Departamento de Cooperação e Propaganda do Internacional, primeira torcida organizada de futebol no Rio Grande do Sul, da qual foi chefe durante 6 anos, coincidindo com o hexacampeonato gaúcho conquistado pelo Inter. O DCP e Vicente Rao foram pioneiros no uso de buzinas, faixas, serpentinas e foguetes entre as torcidas de futebol do país, fazendo a síntese entre o esporte e a alegria carnavalesca.
Na época, a expressão Rolo Compressor começou a ser aplicada ao time do Internacional, que na década de 1940 foi campeão da capital e do estado em 8 temporadas, vencendo quase todos os seus jogos por grande diferença de gols. Desenhos de Rao que representavam o "rolo compressor" colorado amassando os adversários foram publicados no jornal Folha da Tarde Esportiva, sendo responsáveis pela popularização da expressão.
A partir de 1947, Vicente Rao passou a trabalhar (sempre sem remuneração) nas escolinhas de futebol do Inter, chegando a ter mais de 3 mil jovens cadastrados nas categorias infantil e juvenil, e inovando na conjugação entre esporte e estudo: os garotos só poderiam permanecer no clube se, paralelamente, apresentassem bom desempenho escolar,
Mais adiante, na década de 1950, Rao criou também a charanga, grupo de instrumentistas organizados para aumentar a animação dos torcedores.

## Rei Momo
Também em 1947, Vicente Rao criou o bloco carnavalesco Tira o dedo do pudim, grande sucesso no carnaval de Porto Alegre por três anos consecutivos. Até que, em 1949, um dos integrantes chegou bêbado para o ensaio, contrariando as orientações de Rao, que insistia no tema da "diversão saudável". Contrariado, o próprio Rao dissolveu o bloco que havia criado.
No ano seguinte, Rao investiu todas as suas economias numa fantasia luxuosa para o carnaval que marcava a metade do século. A fantasia, o bom humor de Rao, sua popularidade em Porto Alegre e sua figura roliça (bem diferente do atleta magro que havia sido dispensado pelo time do Inter no início da década de 1930) fizeram com que ele fosse eleito Rei Momo da capital gaúcha, cargo que exerceu por 22 anos seguidos.
No natal de 1957, em festa promovida pela prefeitura de Porto Alegre, Rao desceu de helicóptero no meio do Parque da Redenção, fantasiado de Papai Noel. A partir daí, passou a ser também o Papai Noel oficial da cidade.

## Líder sindical
Em 1956, Rao foi eleito presidente da Federação dos Bancários do Rio Grande do Sul, passando a ser conhecido também como líder sindical.
Em função disso, logo após o Golpe Militar de 1964 sua casa foi cercada pela polícia e pelo Exército. Rao foi preso e enquadrado na Lei de Segurança Nacional, acusado de fazer política partidária no sindicato. Foi posto em liberdade 24 horas depois, por falta de provas, mas continuou sendo processado até 1970, quando finalmente foi absolvido de todas as acusações.

## Memória
Em dezembro de 1973, pouco mais de um ano após a sua morte, uma rua de Porto Alegre, no bairro Ipanema, recebeu em sua homenagem o nome de rua Vicente Rao. Na placa de identificação do logradouro, o título que o identifica não é o de bancário, nem Rei Momo, Papai Noel ou líder da torcida colorada, mas "alegria do povo".
Mais recentemente, o Sport Club Internacional criou o Museu Vicente Rao, que funciona no Ginásio Gigantinho, com acervo referente à história do futebol e do carnaval em Porto Alegre.